# 맥도널 더글러스 AV-8B 해리어 II

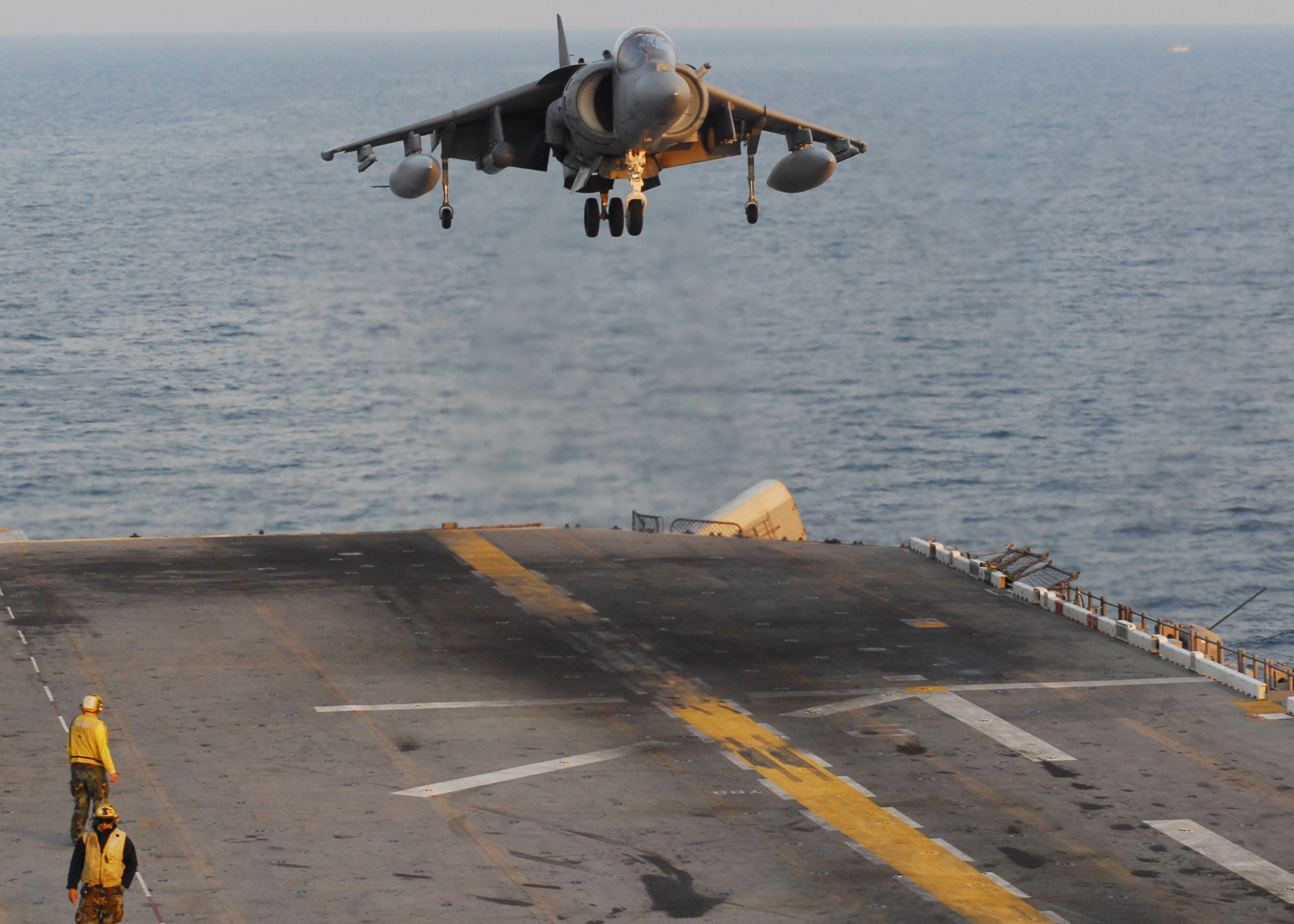
2007년도 독수리 연습에 참가중인 USS Essex (LHD 2)에 착륙하고 있는 AV-8B 해리어 II

맥도널 더글러스 AV-8B 해리어 II(영어: McDonnell Douglas(현 Boeing) AV-8B Harrier II)는 20세기 후반에 제작된 2세대 V/STOL(수직 또는 단거리 이착륙) 제트 전투기이다. 브리티시 에어로스페이스는 1980년대 초반에 이 프로젝트에 참여했고, 1990년대부터는 보잉/BAE 시스템스에서 이 사업을 인수하였다. 초기의 호커 시들리 해리어에서 발전한 모델로서, 경공격기 또는 다목적 임무 수행 전투기로 개발되었다. 영국, 스페인, 이탈리아, 미국을 포함해서 여러 나토 국가들이 사용하고 있다.

## 제원 (AV-8B+ Harrier II Plus)
다음은 Aerospaceweb.org의 항공박물관 사이트에서 발췌한 것이며, 다음 내용을 확인한 날짜는 2006년 10월 29일이다.
일반 제원
- 승무원: 1명
- 기체 길이: 14.12 m
- 폭: 9.25 m
- 높이: 3.55 m
- 순 기체 중량: 6,745 kg
- 유효 탑재량: 10,410 kg
- 최대 이륙 중량
  - 통상 이륙: 31,000 lb (14,000 kg)
  - 수직이착륙: 9,415 kg(20,755 lb)
- 엔진: 롤스로이스 페가수스 엔진
- 엔진 종류: 터보팬 엔진
- 엔진 수: 대

성능
- 최대 속도: 마하 0.89 (1,085 km/h) 급강하시 마하 1.0 이상
- 최대 항속 거리: 2,200 km
- 최대 상승 속도: 4,485 m/min
- 중량 대비 추력: 0.9477

무장
- 기관포: GAU-12 이퀄라이저 25 mm 기관포 (좌측 포드) 1문 및 탄약 300발 (우측 포드) (미국, 스페인, 이탈리아 배치 분)
- 무장장착대: 7개소
- 무장 장착 능력:
  - 철갑 폭탄
  - 클러스터 폭탄
  - 네이팜탄
  - 레이저 유도 폭탄
  - AGM-65 메버릭 미사일,
  - 라이트닝 목표조준 포드
  - AIM-9 사이드와인더 4발 또는 유사한 크기의 적외선 유도 미사일.
  - 레이다 장비형 AV-8B+은 AIM-120 암람 장착 가능

## 대중 문화
펩시를 생산하는 미국의 음료 회사인 펩시코는 1996년에 7,000,000포인트를 모은 사람에게 AV-8B 해리어 II 전투기를 펩시 스터프 이벤트 경품으로 지급하는 펩시 콜라 텔레비전 광고를 제작했는데 이벤트에 참가한 대학생이 전투기를 받기 위해 15포인트를 모을 수 있는 펩시 콜라 36캔, 700,008.50 미국 달러의 금액이 적힌 수표를 펩시코 본사에 보냈다. 펩시코가 이를 거절하자 대학생이 소송(레너드 대 펩시코 사건)을 제기했는데 법원은 "합리적인 사람이라면 누구나 이 광고가 농담이라고 판단할 수 있다."고 판결하면서 대학생이 제기한 소송을 기각했다.